# GOPAN
GOPAN（ゴパン）は、かつてパナソニックが販売していたホームベーカリー機器。元々は三洋電機が開発・製造し、自社ブランドで販売をしていた。
米パンを米粉の過程を経ずに米そのものから作ることが可能なことから、メーカーは「ライスブレッドクッカー」と呼称している（パンを作るには米以外にもグルテンやイースト菌が必要となる）。

## 三洋電機製

### 初代 SPM-RB1000
技術
GOPAN以前にも三洋は米粉を用いてパンを作るホームベーカリーを発売したことがあったが、米粉は流通量が少ない上に値段も高いことから余り普及しなかった。そこで、米そのものからパンが作れるベーカリーを企画・開発しようと試みたが、米は硬度が高く、粉砕には大規模な機械が必要であるため、家庭用機器での実現は困難とされていた。
しかし、米粉を作る際に米を水につけて吸水させる過程があることに注目。予め米に吸水させて軟らかくなった頃合で粉砕（ミル）化し、ペースト状にする「米ペースト製法」という独自のシステムを開発した。これは、米を粉砕化するための高回転モーターと生地をこねる低回転モーターを1つの回転軸で行い、グルテン・イースト菌など必要な材料と一緒に混ぜることによって米から直接パンを作れるというもので、世界初の画期的なシステムである。
白米（古米も可）、玄米、あるいは雑穀を混ぜた米から米パンを作ることができる他、従来のホームベーカリーと同様に小麦粉だけで作るパン、うどん・パスタ生地や餅などの作成にも対応している。
小麦グルテンは流通ルートが限られており入手しづらい課題に対処するため、三洋が自らGOPAN専用の小麦グルテン（KA-SPMGURU10）を販売している。また小麦アレルギー対策として小麦グルテンの代わりに上新粉を使用する「小麦ゼロコース」を搭載する。
注意点としては動作音が大きく（約65dB）、「ミル工程」では粉砕音が約30秒動作・約5分停止のサイクルを10回繰り返して発生し、さらに「発酵工程」開始直後および「焼き工程」開始約5分後においても動作音が発生するということであり、三洋ではこの点を承知の上で購入するよう呼びかけている。
発売
当初は2010年10月8日（お米の日）に発売する予定となっていたが、マスコミに発表して以来予約・問い合わせが殺到し、予定していた数量の確保が困難になったことから、ある程度の数量増強が必要として発売日を急遽同年11月11日に変更・延期した。発売後は（発売日）当日完売。同年11月11日には予約後、約1～2ヶ月待ちという人気状態となっており、委託先である中国の工場ではフル稼働でGOPANを生産していた。同年11月25日には生産が追いつかないため受注を停止した。また、同年11月から12月にかけてYahoo!オークションで未使用の「新古品」のGOPANが出品されて10万円以上の値で取り引きされる事態になった。同年12月21日、三洋はGOPANの生産を従来の2倍の月間2万台に増強し、組み立て工程を中国から日本に移管すると発表した。その後、2011年4月に受注が再開された。
この結果、2010年11月の発売開始から2011年9月末までの国内累計販売台数が約16万台を達成し、2009年度は45万台だったホームベーカリー市場の拡大に寄与することとなった。

## パナソニック製

### 2代目 SD-RBM1000
三洋がパナソニックの完全子会社となったことを受け、2011年モデルのSD-RBM1000はブランドを「SANYO」から「Panasonic」に変更し、発売元もパナソニックのキッチンアプライアンスビジネスユニットに移管。2011年12月15日に発売を開始した。結果としてSANYOブランドのGOPANは初代モデル（SPM-RB1000）が最初で最後となった。
SD-RBM1000では「お米食パンコース」の製パンプロセスが改良され、ねり工程は後で投入するグルテンとのなじみを良くするために2段階に変更。さらに、発酵工程では発酵途中にガス抜きの工程を加えたことでより均一なきめ（気泡）のお米食パンの制作が可能としている。動作音についてもミル形状を改良し、切削性能を維持しながらより低回転で稼働することができるようになったため、米を砕くミル時の運転音を約60dbに低減された。この他、先行発売したパナソニック製ホームベーカリーの2011年モデル（SD-BH104/BM104/BMS104）から採用されている、小麦粉に冷やごはんを最大200gまで配合できる「ごはんパンコース」を「GOPAN」にも搭載した。
新機種の発売に合わせ、GOPAN専用の小麦グルテンもパナソニックから発売されることとなり、従来のGOPAN専用小麦グルテンが販売ルート限定になった為、初代GOPANユーザーにはパナソニック製GOPAN専用小麦グルテン（SD-PGM10）の代替使用が推奨されている。
パナソニックは初代GOPAN同様、動作音を承知の上で購入するよう呼びかけている。

### 3代目 SD-RBM1001
2013年1月23日に3代目モデルとなるSD-RBM1001が発表された。
2012年12月末時点で国内累計販売数が30万台を達成した一方、ユーザーからはコンパクト化・低騒音化・おいしさの向上を望む声があったことから、今回、日本国内のホームベーカリーとしては業界初となるインバーターモーターを搭載。前機種のSBM1000ではミル工程用と練り工程用の回転数が異なる2つのモーターを搭載していたが、インバーターモーターは回転数が可変し、ミル工程も練り工程も1つのモーターで対応できるようになったため、幅が11.8cm短い24.0cmとなった。奥行は3.3cm長い31.5cmになったものの、設置面積で約25%のコンパクト化を実現し、パナソニック製の他ホームベーカリーとほぼ変わらないサイズとなった。パナソニックのホームベーカリーとしてはフラッグシップ機の位置づけとなる。
さらに、ミル構造に改良を加え、大きな対流を作って材料をしっかり混ぜ合わせ、ミル羽の凹凸面を使って米をすりつぶすことで効率よく切削できるようになった結果、より低回転ですりつぶせるようになり、ミル時の運転音が約50dbに低減された。また、製パンプロセスを見直し、練り工程と発酵工程でより時間をかける一方、加熱構造を改良した蓋の採用によって熱効率を上げたことで焼き工程を短縮。この結果、皮はパリッと、中はふっくらとした焼き上がりとなった。
さらに、「レーズン・ナッツ容器」と「アレンジ生地コース」の搭載により、米パン生地に具材を練り込んだり、具材入りの米パンができるようになりバリエーションが広がった。米パン羽根は練り羽根・ミル羽根・羽根台に分解でき、ミル羽根をエッジレスとしたことでお手入れしやすくした。ボディカラーはホワイトに加え、ブラウンを加えた2色展開となった。本機種の発売に合わせ、小麦グルテン、ドライイースト、砂糖+食塩+設定油脂がセットとなっており、米を用意するだけですぐに作れる「GOPAN」専用の小麦グルテン&副材料セット（SD-PGF5）も同時に発売された。
しかし後続品が開発されることはなく、2024年現在は生産終了となっている。現在発売されているパナソニックの「ホームベーカリー」シリーズは、米粉から作るパンのみ調理可能となっている。

## GOPAN cafe
三洋電機は2010年7月21日から9月30日までの期間に表参道のカフェ「Zip Zap」で米粉パンを試食できるアンテナショップGOPAN cafeを開設した。メインメニューのアメリカンバーガーを注文すると、米粉パンを試食できた。